# جين جاربر
جين جاربر (بالإنجليزية: Gene Garber)‏ هو لاعب كرة قاعدة أمريكي، ولد في 13 نوفمبر 1947 في لانكستر في الولايات المتحدة.

## وصلات خارجية
- جين جاربر على موقع دوري كرة القاعدة الرئيسي (الإنجليزية)
- جين جاربر على موقعبيزبول رفرنس.كوم (الدوري الرئيسي) (الإنجليزية)
- جين جاربر على موقعبيزبول رفرنس.كوم (الدوري الثانوي) (الإنجليزية)
- جين جاربر على موقع إي إس بي إن.كوم (أم.أل.بي) (الإنجليزية)
- جين جاربر على موقع مشجعي الرسوم البيانية (الإنجليزية)